# Igor J. Polianski
Igor J. Polianski (* 1969) ist ein deutscher Historiker mit den Forschungsschwerpunkten Medizingeschichte und Wissenschaftsgeschichte.

## Leben
Polianski studierte in St. Petersburg, Berlin und Jena die Fächer Biologie, Kunstgeschichte und Wissenschaftsgeschichte. Er wurde 2003 an der Friedrich-Schiller-Universität Jena im Fach Philosophie promoviert. In den Jahren 2004 bis 2008 war er wissenschaftlicher Mitarbeiter am Zentrum für Zeithistorische Forschung in Potsdam, bevor er 2009 an die Universität Ulm berufen wurde. Er war dort bis 2015 stellvertretender Direktor und 2015 kommissarischer Direktor am Institut für Geschichte, Theorie und Ethik der Medizin, an dem er sich 2014 auch habilitierte und 2020 zum Professor ernannt wurde.

## Veröffentlichungen
- Die Kunst, die Natur vorzustellen. Die Ästhetisierung der Pflanzenkunde um 1800 und Goethes Gründung des botanischen Gartens zu Jena im Spannungsfeld  kunsttheoretischer und botanischer Diskussionen der Zeit. Walther König, Jena/Köln 2004, ISBN 3-88375-867-1.
- als Mitherausgeber: Geschichtspolitik und Erinnerungskultur in neuen Russland. V+ R Univerlag, Göttingen 2009, ISBN 978-3-89971-691-7.
- als Mitherausgeber: Die Spur des Sputniks. Kulturhistorische Expeditionen ins kosmische Zeitalter. Campus Verlag, Frankfurt am Main/New York City, ISBN 978-3-593-39042-0.
- Medizin im Spiegel ihrer Geschichte, Theorie und Ethik. Schlüsselthemen für ein junges Querschnittsfach. Franz Steiner Verlag, Stuttgart 2012, ISBN 978-3-515-10227-8.
- Das Schweigen der Ärzte. Eine Kulturgeschichte der sowjetischen Medizin und ihrer Ethik. Franz Steiner Verlag, Stuttgart 2015, ISBN 978-3-515-11005-1.[1]